# A・A・ミルン
アラン・アレクサンダー・ミルン（Alan Alexander Milne, 1882年1月18日 - 1956年1月31日）は、イギリスの児童文学作家、ファンタジー作家、推理作家、詩人、劇作家。
日本では童話、童謡の作品が有名。代表作は『クマのプーさん』シリーズ、『赤い館の秘密』など。

## 概略
子供時代、ハーバート・ジョージ・ウェルズに教えを受け、大きな影響を受ける。彼はミルンの父の経営するロンドンのヘンリーハウス校に理科の先生として赴任していた。パブリックスクールのウェストミンスター・スクールおよびケンブリッジ大学トリニティ・カレッジで学び、学生時代から学内誌に詩や随筆を投稿し、作家を志す。大学在学中から英国のユーモア漫画誌『パンチ』に投稿し、後には編集助手となった。その後、作家として独立。第一次世界大戦では通信将校として従軍している。
1913年、ドロシー・ド・セリンコート(ダフネ)と結婚。1920年、1人息子、クリストファー・ロビン・ミルン（1920年8月21日 - 1996年4月20日）が生まれる。かの有名な『クマのプーさん』はクリストファーのために書かれた。

## 生涯

### 家族
大祖父は石工、祖父は長老派教会牧師、宣教師をした後学校を12校経営。祖母も宣教師で子は10人いた。父ジョン・ヴァイン・ミルンはロンドン北の郊外モーティマー・クレセントの私立の男子校ヘンリー・ハウスの校長。母サラ・マリア・ヘギンボザムは農家の娘で、父ジョンと出会った当初良妻を育てる夫人向け学校を運営していた。1年以上求婚した後にようやく母サラ・マリアは承諾をした。

### 幼年
三人兄弟の末っ子としてロンドンに西北部キルバーンにて生まれる。
上の兄バリーは2歳7か月、下の兄は1歳4か月それぞれ年上。
父ジョン・ヴァイン・ミルンの経営するヘンリー・ハウスに兄ケンと共に入学し共に学校生活を送る。

## 著作リスト

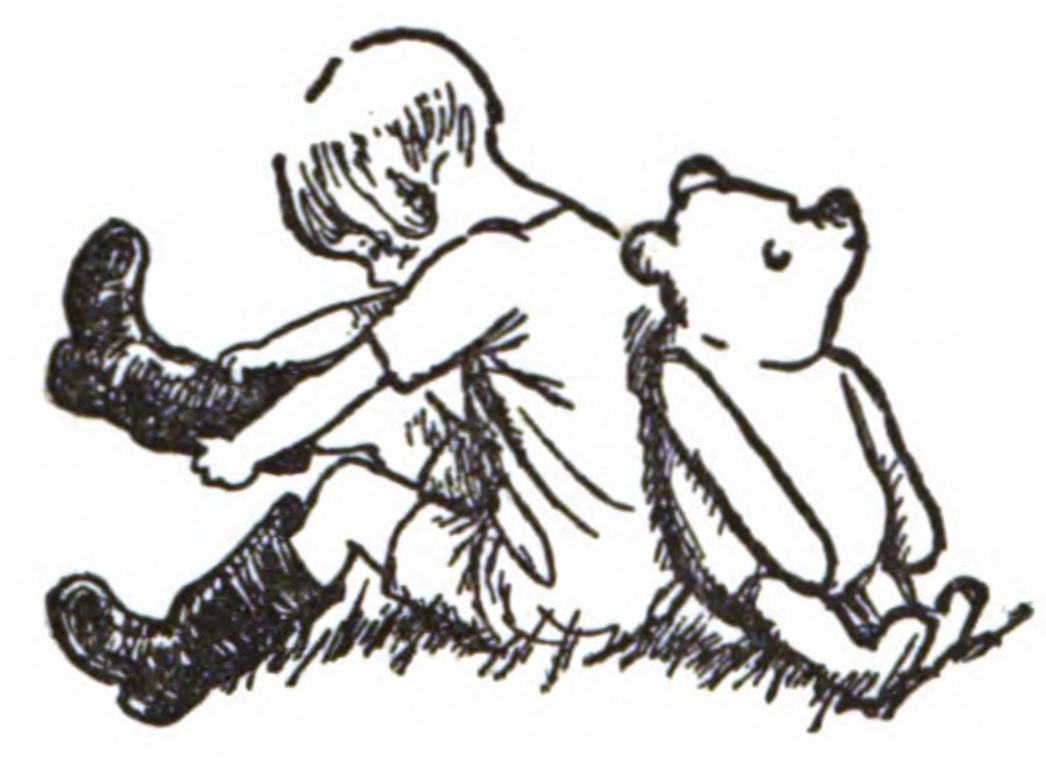
1926年にアーネスト・ハワード・シェパードが書いたくまのプーさんとクリストファー・ロビンのイラスト

### クマのプーさん
- 「クマのプーさん」Winnie the Pooh
- 「プー横丁にたった家」The house at Pooh Corner
- 「クリストファー・ロビンのうた」When We Were Very Young ：詩集
- 「クマのプーさんとぼく」Now We Are Six ：詩集

### ミステリ作品
- 「赤い館の秘密」The Red House Mystery ：唯一の推理長編
- 「四日間の不思議」Four Day's Wonder：推理小説的作品
- 「パーフェクト・アリバイ」 The Perfect Alibi：ミステリ戯曲
  - 昔、ある殺人者が Once A Murder......：推理短編[2]。フーダニット（犯人当て）と考え落ち。
  - 誰からも愛された人 A Man Greatly Loved：同[3]
  - ずっと昔のこと Portrait of Lydia：同。
  - 十一時の殺人 Murder at Eleven
  - ほぼ完璧 Nearly Perfect
  - シャーロックの強奪 The Rape of Sherlock: Being the Only True Version of Holmes's Adventures：ホームズものパロディ。
  - ワトスン先生大いに語る　Dr. Watson Speaks Out：同。

### その他の作品
- 「ユーラリア国騒動記」Once on a Time
- 「うさぎ王子」Prince Rabbit, and The Princess Who Could Not Laugh
- 「ヒキガエル館のヒキガエル」Toad of Toad Hall：ケネス・グレアムの「たのしい川べ」The Wind in the Willowsを戯曲化したもの。
- 「こどもの情景」A Gallery of Children、(イラスト)ル・メール

## 映像化
- くまのプーさん - ディズニーアニメ
- ヴィンニー＝プーフ - ロシアのアニメ映画
- プーと大人になった僕 - 大人になったクリストファー・ロビンを描いた実写映画

## 伝記映画
- グッバイ・クリストファー・ロビン

## 自伝
- 「ぼくたちは幸福だった ミルン自伝」／「ミルン自伝 今からでは遅すぎる」It's Too Late Now